# Béla di Slavonia
Béla d'Ungheria (1249 circa – giugno/ottobre 1269) era il figlio più piccolo del re Béla IV d'Ungheria e di sua moglie Maria Lascaris di Nicea.
Suo padre, che lo considerava il figlio prediletto, lo nominò duca di Slavonia nel 1260, ma il giovane iniziò a governare il suo ducato solo dal 1268. Morì verosimilmente senza avere dei figli.

## Biografia

### Primi anni
Béla era il figlio più giovane e il secondo figlio maschio del re Béla IV d'Ungheria. Sua madre era Maria, figlia di Teodoro I Lascaris, imperatore di Nicea. L'anno della sua nascita rimane incerto, ma è noto che fosse del figlio più giovane dei suoi genitori. Tenendo conto che sua sorella, Margherita vide la luce nel 1242, Mór Wertner, Gyula Kristó e altri storici hanno sostenuto che Béla nacque intorno al 1243. Béla stesso affermò in un documento del 1269 che «non abbiamo raggiunto i venticinque anni, siamo ancora intorno a venti», lasciando intendere che fosse effettivamente nato intorno al 1249.
La lettera di re Béla a papa Innocenzo IV, scritta intorno al 1254, contiene il primo riferimento storico a Béla. La lettera si riferisce all'ipotesi di combinare le nozze future di Béla, allora ancora un bambino, con una nipote non meglio indicata del pontefice. Tuttavia, le trattative per il matrimonio si interruppero bruscamente a causa della morte di papa Innocenzo, avvenuta poco dopo. Il tutore di Béla fu Andrea Hont-Pázmány, un nobile magiaro, nel 1256. Il khan Berke propose un'alleanza a Béla IV nel 1259 dichiarandosi pronto a concedere una delle sue figlie a un figlio di Béla (cioè il suo omonimo figlio minore, l'unico che non era ancora stato sposato), ma il sovrano ungherese rifiutò l'offerta della controparte mongola.

### Duca di Slavonia
Suo padre lo nominò duca di Slavonia nel 1260. Oltre alla Slavonia, il ducato di Béla comprendeva la Croazia e la Dalmazia. Queste terre erano state governate dal fratello maggiore di Béla, Stefano fino al 1257, quando egli fu trasferito in Transilvania. Poiché il duca di Slavonia era considerato tradizionalmente l'erede al trono ungherese dalla seconda metà del XII secolo, Stefano accusò suo padre di volerlo diseredare a favore del fratello minore di undici anni, Béla, a causa delle tensioni emergenti tra il monarca e suo figlio maggiore. Nell'autunno del 1262, esplose in Ungheria una breve guerra civile, a cui seguì la firma di un cessate il fuoco. Nella pace di Presburgo (oggi Bratislava, in Slovacchia) firmata lo stesso anno al momento della cessazione delle ostilità, i due si divisero il regno lungo il Danubio. Le terre a ovest del fiume rimasero sotto il dominio diretto di Béla, mentre il governo dei territori orientali vennero conquistati da Stefano, il re minore.
Tuttavia, il rapporto tra padre e figlio rimase teso e la pace si rivelò solo temporanea, con il monarca che radunò le forze per vendicarsi. Il re Béla IV consegnò i castelli di Nitra, Presburgo, Moson e Sopron al duca Béla. Inoltre, il re annesse anche i comitati di Baranya, Somogy, Zala, Vas e Tolna al ducato di Béla. Entrambe le lettere di donazione furono confermate da papa Urbano IV il 21 dicembre 1263. Stando a una lettera pontificia, al giovane Béla fu concesso anche il castello di Vasvár e il comitato di Valkó qualche tempo prima del 15 luglio 1264. Quest'ultima regione apparteneva alla sfera di influenza di Stefano ai sensi della pace di Presburgo, che fu così violata da Béla IV in virtù di tale donazione. Papa Urbano IV incaricò Filippo Türje, arcivescovo di Strigonio, e Paolo Balog, vescovo di Veszprém, di tutelare gli interessi del duca Béla. L'intera famiglia reale, compreso il duca Stefano, era presente al matrimonio del duca Béla e di Cunegonda d'Ascania vicino a Presburgo il 5 ottobre 1264. Secondo lo storico Attila Zsoldos, Béla IV, dopo essersi assicurato su più fronti, entrò in contrasto con il figlio maggiore, evento che rese inevitabile una guerra civile su larga scala in Ungheria. Gli scontri tra le forze di Béla IV e Stefano in tutto il regno si trascinarono dal dicembre 1264 fino alla primavera del 1265. Stefano ottenne una vittoria decisiva sull'esercito di suo padre nella battaglia di Isaszeg nel marzo del 1265. Il nuovo trattato di pace che fu siglato confermò la divisione del 1262 dell'Ungheria. Stefano accettò inoltre l'autorità di suo fratello minore Béla sul Ducato di Slavonia e sui summenzionati comitati limitrofi.
Secondo lo storico Jenő Szűcs, Béla IV e i suoi due figli, Stefano e Béla, confermarono insieme le libertà dei "servi reali" (serviens regis negli atti della corona), da allora in poi elevati al rango di nobili, nel 1267. Al contrario, come ha sostituito Attila Zsoldos, il re organizzò autonomamente l'incontro a Strigonio nel settembre 1267, dando di fatto il via a una mobilitazione e a una preparazione per una futura guerra contro il duca Stefano. All'evento partecipò solo il duca Béla, dove, come ha ipotizzato Zsoldos, i servitori reali mobilitati non furono entusiasti dell'ipotesi di un'altra guerra interna. Essi chiesero infatti al monarca il riconoscimento dei loro diritti e privilegi, e il nome dell'assente Stefano fu incluso nella carta su loro richiesta. Dal 1260 al 1268, il bano Roland Rátót, succeduto poi da Enrico Kőszegi, amministrò la provincia della Slavonia per conto di Béla durante la sua minoranza. Il duca assunse la gestione diretta della provincia qualche tempo dopo il 13 marzo 1268, subordinando Enrico Kőszegi, che fu bandito. Il duca Béla concesse l'omonimo dominio di Gara nel comitato di Valkó (oggi Gorjani, in Croazia) ai fratelli Giovanni e Stefano Dorozsma, capostipiti della potente famiglia dei Garai, nell'aprile 1269. Inoltre, strinse un accordo con i Cavalieri Templari ai sensi del quale cedeva Dubica, nella Bassa Slavonia, e gli introiti derivanti dalla riscossione delle tasse (ad esempio la cosiddetta marturina) all'ordine religioso cavalleresco alla fine del 1268 o all'inizio del 1269.
Secondo il formulario di Somogyvár del XV secolo, Béla morì l'11 giugno 1269, malgrado il suo nome apparisse nell'elenco dei dignitari in un atto realizzato a Spalato il 20 giugno. Tuttavia, questa testimonianza potrebbe essere dovuta alla mancata comunicazione della dipartita di Béla al momento della stesura del documento nell'odierna città croata anche a causa del lento flusso di informazioni. In uno scritto del 3 ottobre 1269, Béla IV afferma già che suo figlio era morto. Le sue spoglie furono sepolte nella chiesa dei francescani a Strigonio.

## Discendenza
Béla fu promesso in sposa a Cunegonda di Ascania, figlia di Ottone III di Brandeburgo, nel 1261. Ciò avvenne quando Béla IV e il suo rivale di lunga data, Ottocaro II di Boemia, conclusero la pace di Vienna a seguito della battaglia di Kressenbrunn. Il loro matrimonio ebbe luogo il 5 ottobre 1264 nei pressi di Presburgo. L'evento venne riportato nel dettaglio da Steirische Reimchronik ("Cronaca Rimata di Stiria") di Ottokar aus der Gaal redatta all'inizio del XIV secolo. Questa è l'unica descrizione conosciuta di una cerimonia di corte avvenuta durante l'epoca degli Arpadi in Ungheria. Organizzato dal re Ottocaro II, diversi principi e aristocratici del Sacro Romano Impero parteciparono al matrimonio e alla festa successiva, oltre alla famiglia reale magiara (la coppia reale, il duca Stefano e il duca Béla di Macsó, un discendente della nobile famiglia dei Rjurikidi) e diversi baroni del regno. Secondo la narrazione della cronaca, sia pur persistenti dei dubbi sulla sua affidabilità, quando si svolse un torneo cavalleresco (buhurt), gli ungheresi mal interpretarono la situazione e abbandonarono prematuramente la cerimonia, compreso lo sposo novello Béla.
Intorno al 1267, Cunegonda rimase incinta, ma il destino del bambino, ammesso che fosse nato, è sconosciuto. Dopo la morte di Béla, Cunegonda sposò Valerano IV di Limburgo nel 1273. Da questo matrimonio non nacque alcun figlio. Cunegonda rimase vedova per la seconda volta nel 1279 e morì qualche tempo dopo il 1292.

## Ascendenza
|                         |   |                           | Genitori                 |  |  | Nonni |  |  | Bisnonni            |  |  | Trisnonni          |  |
|                         |   |                           |                          |  |  |       |  |  | Béla III d'Ungheria |  |  | Géza II d'Ungheria |  |
|                         |   |                           |                          |  |  |       |  |  | Béla III d'Ungheria |  |  | Géza II d'Ungheria |  |
|                         |   | Efrosin'ja Mstislavna     |                          |  |  |       |  |  | Béla III d'Ungheria |  |  |                    |  |
| Andrea II d'Ungheria    |   |                           |                          |  |  |       |  |  | Béla III d'Ungheria |  |  |                    |  |
|                         |   | Agnese d'Antiochia        | Rinaldo di Châtillon     |  |  |       |  |  |                     |  |  |                    |  |
|                         |   | Agnese d'Antiochia        | Rinaldo di Châtillon     |  |  |       |  |  |                     |  |  |                    |  |
|                         |   | Agnese d'Antiochia        | Costanza d'Antiochia     |  |  |       |  |  |                     |  |  |                    |  |
| Béla IV d'Ungheria      |   | Agnese d'Antiochia        |                          |  |  |       |  |  |                     |  |  |                    |  |
|                         |   | Bertoldo IV d'Andechs     | Bertoldo I d'Istria      |  |  |       |  |  |                     |  |  |                    |  |
|                         |   | Bertoldo IV d'Andechs     | Bertoldo I d'Istria      |  |  |       |  |  |                     |  |  |                    |  |
|                         |   | Bertoldo IV d'Andechs     | Edvige di Wittelsbach    |  |  |       |  |  |                     |  |  |                    |  |
| Gertrude di Merania     |   | Bertoldo IV d'Andechs     |                          |  |  |       |  |  |                     |  |  |                    |  |
|                         |   | Agnese di Rochlitz        | Dedi III di Lusazia      |  |  |       |  |  |                     |  |  |                    |  |
|                         |   | Agnese di Rochlitz        | Dedi III di Lusazia      |  |  |       |  |  |                     |  |  |                    |  |
|                         |   | Agnese di Rochlitz        | Matilde di Heinsberg     |  |  |       |  |  |                     |  |  |                    |  |
| Béla di Slavonia        |   | Agnese di Rochlitz        |                          |  |  |       |  |  |                     |  |  |                    |  |
|                         | … | …                         |                          |  |  |       |  |  |                     |  |  |                    |  |
|                         | … | …                         |                          |  |  |       |  |  |                     |  |  |                    |  |
|                         | … | …                         |                          |  |  |       |  |  |                     |  |  |                    |  |
| Teodoro I Lascaris      | … |                           |                          |  |  |       |  |  |                     |  |  |                    |  |
|                         |   | …                         | …                        |  |  |       |  |  |                     |  |  |                    |  |
|                         |   | …                         | …                        |  |  |       |  |  |                     |  |  |                    |  |
|                         |   | …                         | …                        |  |  |       |  |  |                     |  |  |                    |  |
| Maria Lascaris di Nicea |   | …                         |                          |  |  |       |  |  |                     |  |  |                    |  |
|                         |   | Alessio III Angelo        | Andronico Angelo         |  |  |       |  |  |                     |  |  |                    |  |
|                         |   | Alessio III Angelo        | Andronico Angelo         |  |  |       |  |  |                     |  |  |                    |  |
|                         |   | Alessio III Angelo        | Eufrosina Castamonitissa |  |  |       |  |  |                     |  |  |                    |  |
| Anna Comnena Angelina   |   | Alessio III Angelo        |                          |  |  |       |  |  |                     |  |  |                    |  |
|                         |   | Eufrosina Ducena Camatera | Andronico Camatero       |  |  |       |  |  |                     |  |  |                    |  |
|                         |   | Eufrosina Ducena Camatera | Andronico Camatero       |  |  |       |  |  |                     |  |  |                    |  |
|                         |   | Eufrosina Ducena Camatera | …                        |  |  |       |  |  |                     |  |  |                    |  |
|                         |   | Eufrosina Ducena Camatera |                          |  |  |       |  |  |                     |  |  |                    |  |